# Cruzeiro de Arapiraca
El Cruzeiro de Arapiraca es un equipo de fútbol de Brasil que juega en el Campeonato Alagoano, la primera división del estado de Alagoas.

## Historia
Fue fundado el 7 de septiembre de 1983 en el municipio de Arapiraca del estado de Alagoas, y cuatro años después juega por primera vez en el Campeonato Alagoano. En 1994 avanza hasta la cuarta ronda de la Copa do Nordeste y tres años después desaparece.
23 años después el club es refundado en 2019 y dos años después retorna al Campeonato Alagoano. Luego de ganar la Copa Alagoas en 2022 logra por primera vez la clasificación al Campeonato Brasileño de Serie D para 2023.

## Palmarés
- Copa Alagoas (1): 2022
- Campeonato Alagoano de Segunda División (1): 2021

## Jugadores

### Jugadores destacados
- Dida[9]